# Belém do Grão Pará
Belém do Grão Pará é um romance brasileiro de autoria de Dalcídio Jurandir, publicado em 1960.
É o quarto romance do ciclo do extremo-norte. Ambienta-se na cidade de Belém, aproximadamente na década de 20. Narra a história da decadente família Alcântara, que após a queda do senador Lemos tem de abrir mão da vida luxuosa repleta de eventos, beneficiada pela Ciclo da Borracha. Alguns personagens de romances anteriores se fazem presentes no livro. Alfredo, protagonista do romance anterior, chega a Belém para estudar e morar na casa dos Alcântaras. 

## Mudança de Foco
Em Belém do Grão Pará, nota-se uma certa mudança de foco no universo romanesco de Dalcídio Jurandir. O escritor paraense já não se encontra mais tão atrelado à Geração do Romance de 30. Se nos três primeiros romances Dalcídio se preocupou em denunciar o abandono do povo marajoara relatando a pobreza e a miséria, em Belém do Grão Pará Dalcídio se preocupa em retratar as relações políticas corruptas ocorridas no Ciclo da Borracha, bem como a decadência da cidade de Belém, já bem distante da época áurea da borracha. 

## Aspectos Literários
Em Belém Do Grão Pará, assim como nos romances anteriores, o narrador é em 3º pessoa, faz uso constante do discurso indireto livre e explora o íntimo e o psicológico de seus personagens. Explora temas universais e inerentes à condição humana fazendo com que seus romances afastem-se de um mero regionalismo e se aproximem de grandes nomes como Graciliano Ramos e Jorge Amado.